# 1785 у літературі

## Події
- 1 січня — публікація в Лондоні першого випуску газети «Щоденний перелік новин» (англ. The Daily Universal Register) пізніше перейменованої на «Таймс».

## Книги
- «Неймовірні пригоди барона Мюнхаузена» — книга Рудольфа Еріха Распе.
- «120 днів Содому» — роман Маркіза де Сада.

### Поезія
- «Ода до радості» — ода Фрідріха Шиллера.

## Нехудожні твори
- «Основи метафізики моральності» (нім. «Grundlegung zur Metaphysik der Sitten») — праця Іммануїла Канта.

## Народились
- 4 січня — Якоб Грімм, німецький філолог.
- 7 березня — Алессандро Мандзоні, італійський письменник, поет, драматург.
- 3 травня — Вісенте Лопес-і-Планес,аргентинський письменник і політик.

## Померли
- 29 грудня — Йоган Герман Вессель, норвезький та данський поет.